# Georges Plasse
Georges Plasse (* 1878 in Paris; † 1948) war ein französischer Maler.
Plasse studierte bei Cormon, Paul Thomas und Marcel André Baschet. Er gehörte ab 1907 den artistes françaises an und arbeitete für den Salon des artistes français, den Salon d’Automne und den Salon des Tuileries. Er erhielt etliche Auszeichnungen.
Vermutlich kam er in den frühen 1920er Jahren in die USA. In den 1920er Jahren hatte er Kontakt mit Cornelia Bentley Sage Quinton, die als erste Frau in den USA ein größeres Kunstmuseum leitete.
Plasses Werke wurden zum Teil gedruckt. 1904 kam La dame aux breloques von Georges Thurner mit einer Einbandzeichnung von Georges Plasse heraus. Das Titelblatt von Le Gaulois du Dimanche Nr. 175 vom 14. September 1912 zeigt sein Bild Promenade sur l'eau. Auch das Titelbild der Septembernummer des Theatre magazine von 1922 stammt aus Plasses Feder. Er gestaltete – wohl in den 1920er Jahren – einen Frontispiz für Edward Francis O'Days Werk Claude Garamond and His Place in the Renaissance, das 1940 herauskam. 1930 und 1933 malte er Bilder für Moët & Chandon. Auch Speisekarten des 1938 ausgebrannten Schiffes Lafayette und anderer Schiffe der Compagnie Générale Transatlantique waren mit Radierungen von Plasse geschmückt worden; ferner waren Kartenspiele dieser Gesellschaft mit Kreationen Plasses geschmückt und 1938 wurden mehrere Kalender mit Heliogravüren nach Bildern von Georges Plasse gedruckt.